# Sicily–Rome American Cemetery and Memorial

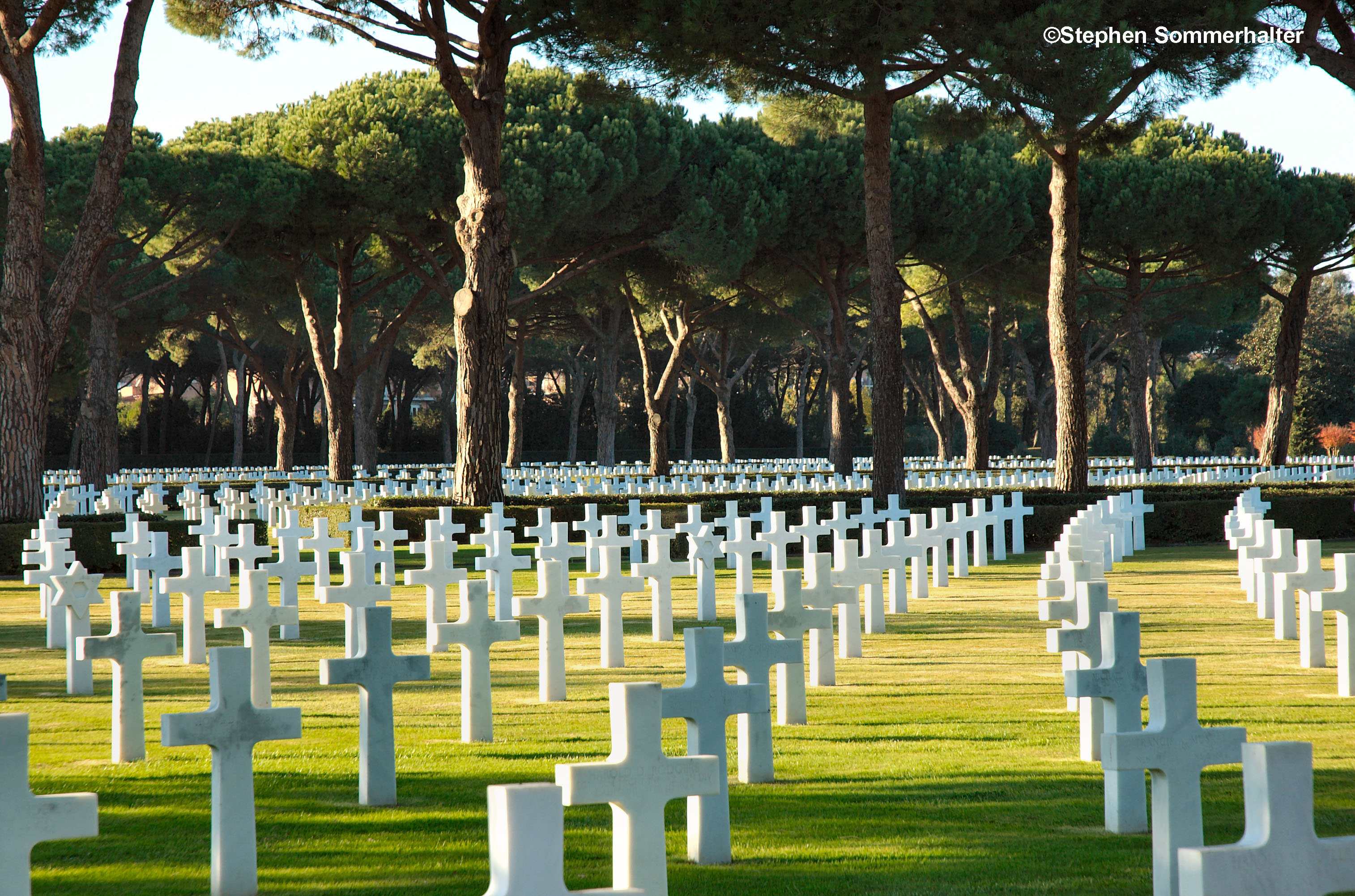
Sicily–Rome American Cemetery and Memorial

Sicily–Rome American Cemetery and Memorial (ital. Cimitero americano di Nettuno) ist ein Soldatenfriedhof bei Nettuno in Italien.
Auf einer Fläche von 31 Hektar sind 7860 US-Soldaten bestattet, die bei den Landungen auf Sizilien (10. Juli – 17. August 1943), bei Salerno (9. September 1943) sowie bei Anzio und Nettuno (22. Januar – Mai 1944) gefallen sind (→ Alliierte Invasion in Italien).
Auf den Marmorwänden einer Kapelle sind die Namen von 3095 vermissten US-Soldaten eingraviert.
Im Mai 2014 wurde ein 232 Quadratmeter großes Besuchszentrum eröffnet, das Besuchern anhand von Fotos, Filmen und persönlichen Geschichten ein besseres Verständnis der Kämpfe und ihrer Bedeutung für die Invasion der Alliierten vermitteln soll.
Jährlich am 2. November (Allerseelen) findet auf dem Friedhof eine Gedenkmesse statt. Papst Franziskus und einige Päpste vor ihm haben daran teilgenommen.